# 阿瓜德薩盧德
阿瓜德薩盧德（西班牙語：Agua de Salud），是巴拿馬的城鎮，位於該國西北部，由恩戈貝-布格雷特區的努魯姆區負責管轄，面積133.5平方公里，海拔高度606米，2010年人口3,049，人口密度每平方公里22.8人。